# Nereis delagica
Nereis delagica är en ringmaskart som beskrevs av Gmelin in Linnaeus 1788. Nereis delagica ingår i släktet Nereis och familjen Nereididae. Inga underarter finns listade i Catalogue of Life.